# Egygumójú minka
Az egygumójú minka (Herminium monorchis) a kosborfélék családjába tartozó, Magyarországról kipusztult növényfaj.

## Megjelenése
Az egygumójú minka 10-18 (ritkán 25) cm magas, lágyszárú, évelő növény. A virágzás során a földben található egy kerek gyökérgumója. Virágzás után egy-két indát fejleszt, ezek végén leánygumók képződnek. A szár tövén két, átellenes állású, tojásdad-lándzsás alakú, 2-7 cm hosszú levél található; az egyik jellemzően nagyobb a másiknál. A száron feljebb további egy-két, csökevényes, pikkelyszerű szárlevél fejlődik.   
Június-júliusban nyílik. A laza fürtvirágzatot 12-40, minden irányba néző, zöldessárga, mézillatú virág alkotja. A külső lepellevelek (szirmok) tojásdad-lándzsásak, 2,4-3,2 mm hosszúak és 1-1,5 mm szélesek. A belső lepellevelek valamivel hosszabbak, végük ívesen hajló. A háromosztatú mézajak (labellum) 3,5-5 mm hosszú, sarkantyúja hiányzik.       
Termése 3,5-6 mm hosszú, 1,5-3 mm vastag toktermés. 

## Elterjedése
Eurázsiában honos a Brit-szigetektől egészen a Csendes-óceánig. Európában Dél-Skandináviától Bulgáriáig megtalálható. Magyarországi előfordulása bizonytalan, a 19. századi adatok alapján valószínűsíthető (de nem bizonyítható), hogy megtalálható volt az ország északnyugati részén a Fertő-tó és a Rába (Rábca) környékén. 1901-ben Kőszegtől nyugatra, a mai határ osztrák oldalán is megtalálták egy 50 egyedből álló állományát, amely azóta elpusztult.      

## Életmódja
Síklápokon és sovány gyepeken él, néha mészkőtörmeléken, volt kőbányákban pionír növény. Mészkedvelő, élőhelyein a talaj kémhatását pH 7,4-8,1 közöttinek mérték. Nem virágzik minden évben, angliai mérések során átlagosan 20%-uk fejlesztett virágot és arányuk soha nem haladta meg a 36%-ot. Június végétől július végéig nyílik. A virágokat méhek, darazsak, legyek, bogarak porozzák be, a megtermékenyülési arány 70-95%. Termése augusztus-szeptemberre érik be. Sarjgumóival vegetatívan is jól szaporodik, hajlamos kisebb sarjtelepeket képezni.      

## Természetvédelmi helyzete
Nagy területen elterjedt, helyenként gyakori faj, amelynek egyedszáma az utóbbi időszakban lecsökkent, Bulgáriából, Csehországból, Finnországból, Luxemburgból és Magyarországból kipusztult, tíz másik országban veszélyeztetett. Újabb hazai megjelenése nem valószínű, a környező országokban is ritka, védelemre szoruló növény.    

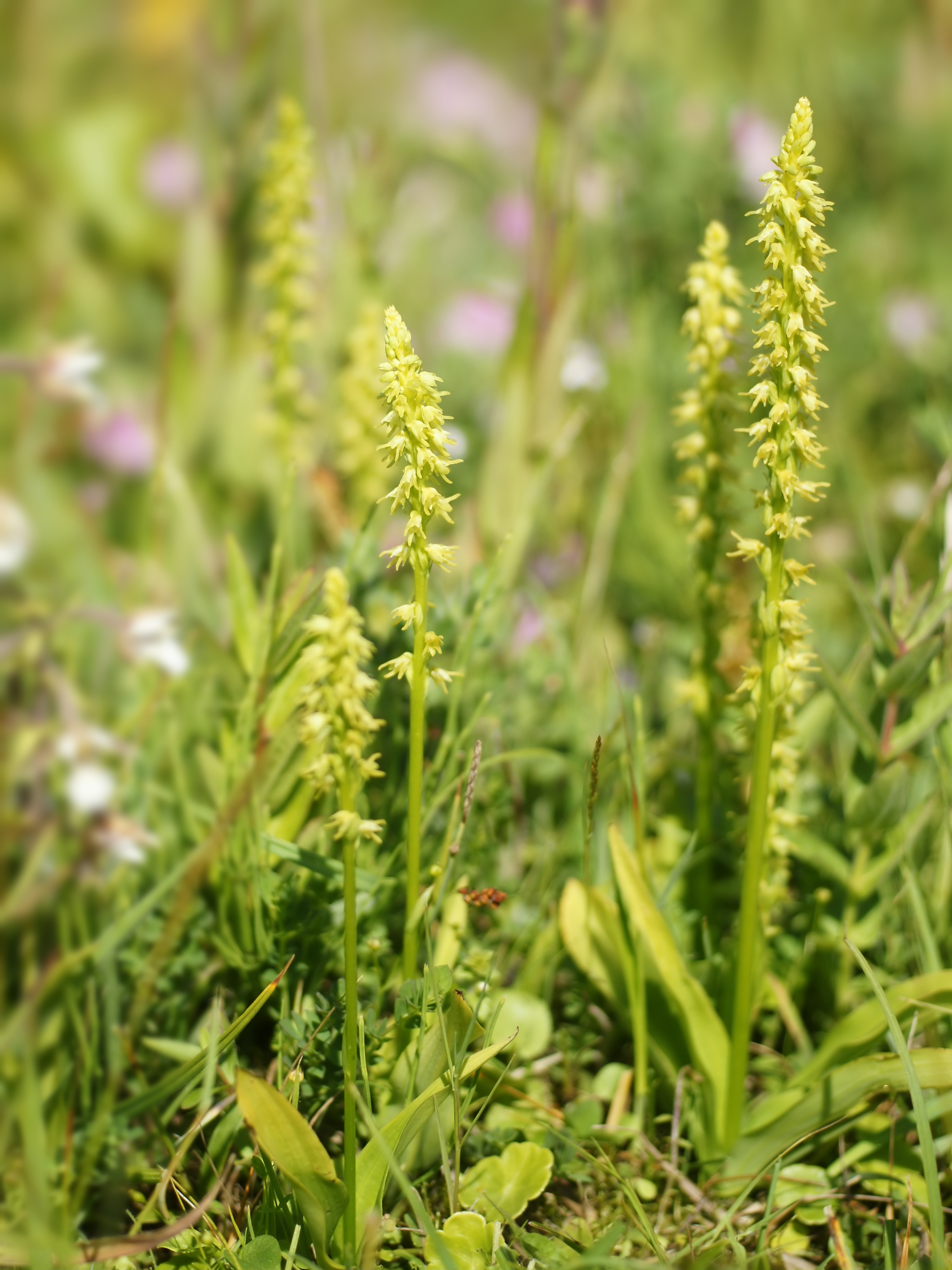
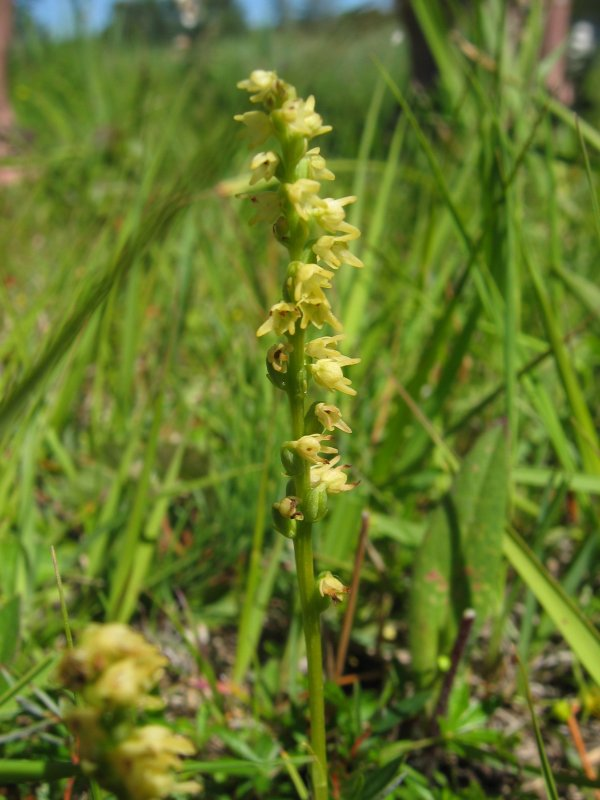
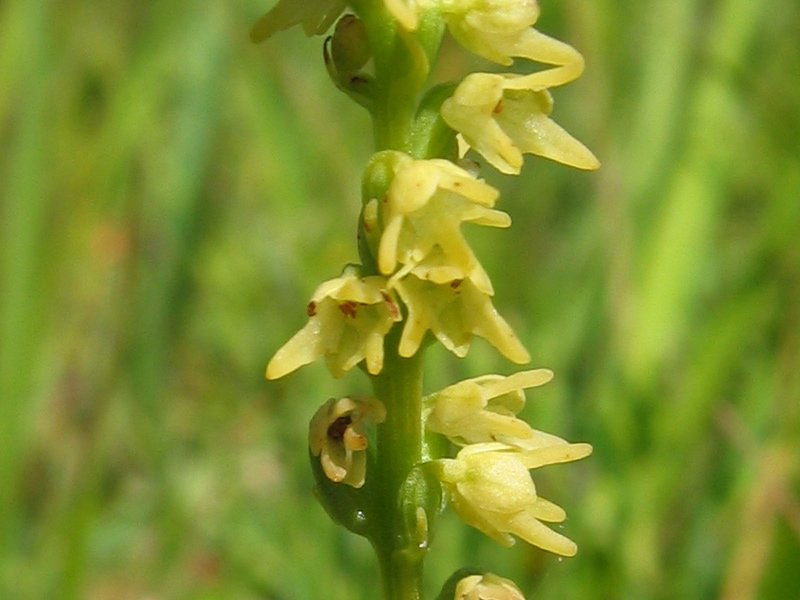
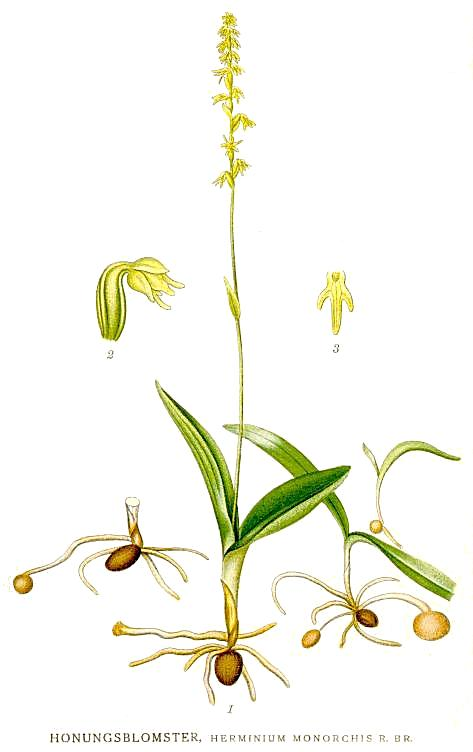